# Xã Drury, Quận Rock Island, Illinois
Xã Drury (tiếng Anh: Drury Township) là một xã thuộc quận Rock Island, tiểu bang Illinois, Hoa Kỳ. Năm 2010, dân số của xã này là 797 người.